# Club Ourense Baloncesto
Il Club Ourense Baloncesto, comunemente conosciuto come Ourense Grupo Juanes dal nome del suo sponsor, è una squadra di basket professionistico di Ourense, in Galizia. La squadra attualmente milita nella Liga LEB Oro.

## Rosa 2009-2010
| N° | Naz.                       | Ruolo | Sportivo              |  | Alt. | Peso |
| -- | -------------------------- | ----- | --------------------- |  | ---- | ---- |
| 9  | Spagna (bandiera)          | P     | Matías Nocedal        |  | 192  |      |
| 4  | Spagna (bandiera)          | P     | Gonzalo Sánchez       |  | 187  |      |
| 5  | Spagna (bandiera)          | P     | Manuel Ortega         |  | 188  |      |
| 6  | Rep. Dominicana (bandiera) | G     | Sean Ogirri           |  | 191  |      |
| 14 | Spagna (bandiera)          | G     | Salva Arco            |  | 196  |      |
| 10 | Spagna (bandiera)          | AP    | Sony Vázquez          |  | 195  |      |
| 17 | Spagna (bandiera)          | AP    | Lucho Fernández       |  | 202  |      |
| 13 | Spagna (bandiera)          | AP    | Adrián García Herepey |  | 203  |      |
| 8  | Francia (bandiera)         | AG    | Francis Koffi         |  | 201  |      |
| 7  | Australia (bandiera)       | C     | Alex Loughton         |  | 205  |      |
| 15 | Spagna (bandiera)          | C     | José Coego            |  | 203  |      |
| 12 | Stati Uniti (bandiera)     | C     | Rolando Howell        |  | 206  |      |

## Palmarès
- Copa Príncipe de Asturias: 1

2000